# Stadhuis van Waasten

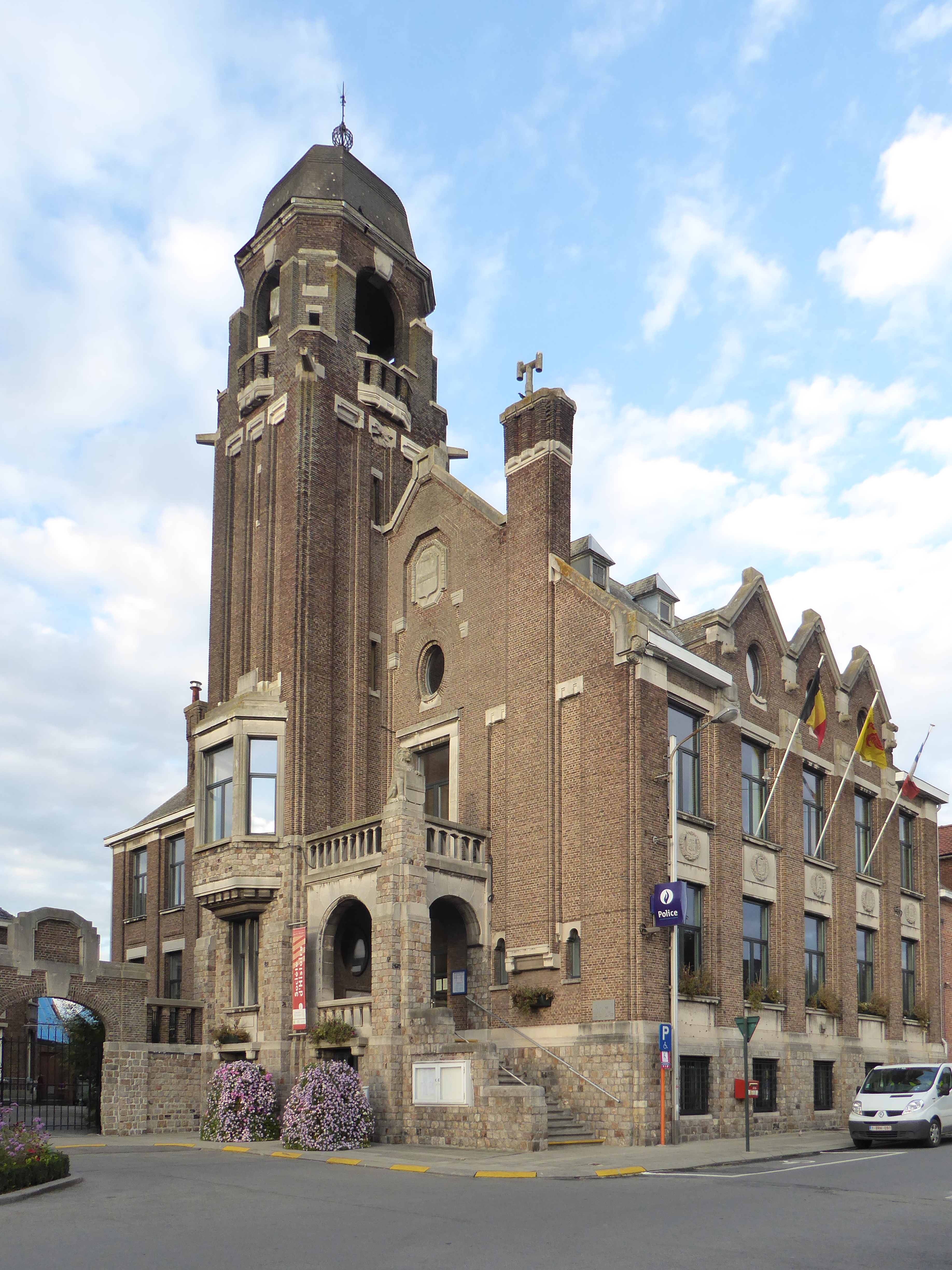
Stadhuis van Waasten

Het Stadhuis van Waasten is een stadhuis in de tot de Henegouwse gemeente Komen-Waasten behorende plaats Waasten, gelegen aan de Abdijplaats.

## Geschiedenis
Een eerste stadhuis werd verwoest tijdens de stadsbrand van 1527. Het herbouwde stadhuis werd op zijn beurt verwoest in 1579. Het werd vervangen door een nieuw gebouw, in renaissancestijl. In de 19e eeuw huisde er op de benedenverdieping van dit stadhuis een café-restaurant.
Midden oktober 1914 werd het stadhuis door de Duitsers bezet. De stormklok diende als gasalarm. In 1915 werd het stadhuis echter verwoest.
Op 27 juli 1930 werd het nieuwe stadhuis in gebruik genomen. De zuidelijke gevel werd in 1940 nog getroffen door verdwaalde kogels van de zich terugtrekkende Engelsen.
In het stadhuis, gebouwd in historiserende stijl, zijn onder meer gevestigd:
- Het Vredegerecht van Waasten,
- De heemkundige vereniging van Komen-Waasten, en dat beheert:
  - Het museum van lokale geschiedenis,
  - Het archeologisch museum,
  - Een documentatiecentrum en leeszaal.

In het stadhuis is ook 18e-eeuws meubilair te vinden in Vlaamse renaissancestijl.